# Escut de Sierra Leone
L'escut de Sierra Leone fou dissenyat pel College of Arms, l'autoritat heràldica britànica, i concedit per la reina Elisabet II l'1 de desembre del 1960, abans i tot que el nou Estat accedís a la independència.
És un escut de sinople, amb un lleó passant d'or lampassat i armat de gules que descansa sobre un peu d'argent carregat de dues faixes ondades d'atzur; el cap dentat de tres dents d'argent, carregat de tres torxes de sable posades en pal, amb les flames al natural. Com a suports, dos lleons afrontats d'or, lampassats i armats de gules, cadascun dels quals aguanta una palmera al natural, que descansen damunt una terrassa herbàcia de sinople. A la part inferior, una cinta d'argent amb el lema nacional en anglès, escrit en lletres majúscules de sinople: UNITY – FREEDOM – JUSTICE ('Unitat – Llibertat – Justícia').
El lleó i la partició en dents de serra són elements parlants que fan referència al nom de l'Estat, derivat del portuguès
Serra do Leão ('Serra del Lleó'), que és com van descriure aquesta part de costa els exploradors portuguesos al segle xv. Les torxes, segons les diverses fonts, simbolitzen el poble africà i la seva ànsia de llibertat i coneixement, la pau i la dignitat. Les faixes ondades representen la costa i el comerç marítim, fonamental per al desenvolupament del país. Les palmeres al·ludeixen al principal recurs agrícola i eren un element present ja en l'heràldica de l'antiga colònia i protectorat britànic. Els colors principals de l'escut –verd, blanc i blau– són també els de la bandera estatal.

## Escuts utilitzats anteriorment
Durant l'època colonial, Sierra Leone feia servir un segell rodó amb un elefant davant una palmera, idèntic també per a Ghana i Gàmbia, però amb les inicials S.L. com a distintiu.
Més endavant, el 30 de juliol de 1914 va adoptar un nou escut partit: al 1r, un guerrer africà assegut a la platja, amb un veler navegant al lluny, tot al natural; al 2n, d'or, una palmera al natural. Al cap, l'antiga bandera del Regne Unit. A sota, una cinta amb el lema en llatí AUSPICE • BRITANNIA • LIBER ('Lliure sota el mandat britànic').

Segell de l'Àfrica Occidental Britànica (1870-1888)
Segell de Sierra Leone (1889-1914)